# Настоящие кардиналы
Настоящие кардиналы, или кардиналы (лат. Cardinalis), — род птиц из семейства кардиналовых (Cardinalidae), представители рода распространены в Северной Америке, Центральной Америке и в северной части Южной Америки.
В состав рода включают три вида:
| Самец | Самка | Научное название      | Русское название    | Распространение |
| ----- | ----- | --------------------- | ------------------- | --- |
|       |       | Cardinalis cardinalis | Красный кардинал    | США от штата Мэн до Техаса; в Канаде в провинциях Онтарио, Квебек, Нью-Брансуик и Новая Шотландия. На запад ареал простирается до границы США и Мексики, на юг через Мексику до перешейка Теуантепек и до севера Гватемалы и Белиза |
|       |       | Cardinalis sinuatus   | Попугайный кардинал | Аризона, Нью-Мексико, Техас и приграничные районы Мексики |
|       |       | Cardinalis phoeniceus | Пурпурный кардинал  | Колумбия и Венесуэла |